# Maici
Maici je rijeka u saveznoj državi Amazonas na sjeverozapadu Brazila.
Rijeka Maici je lijevi pritok rijeke dos Marmelos. Teče kroz Nacionalnu šumu Humaitá, održivu konzervacijsku jedinicu površine 4.73155 km2 stvorenu 1998. godine. 